# اللاهوت صيني

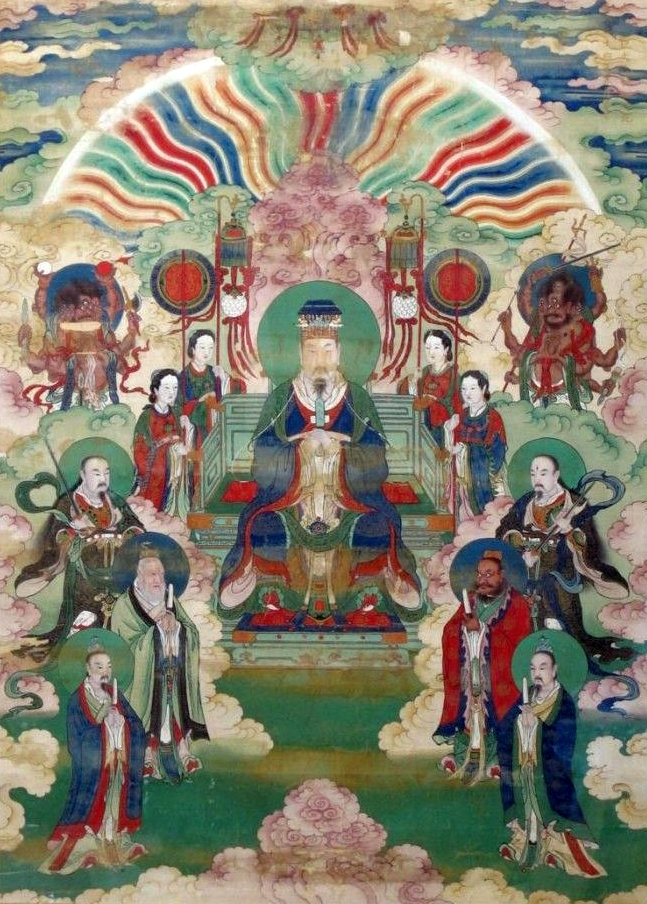
اللوحة الصينية لصور الإمبراطور اليشم وملوك السماء. الحبر واللون على الحرير

يُعتبر اللاهوت الصيني، الذي يظهر عبر تفسيرات متنوعة تختلف وفقًا للنصوص الصينية الكلاسيكية والديانة الشعبية الصينية، وعلى وجه التحديد بصورتها الكونفوشية والطاوية وغيرها من الصيغ الفلسفية، يُعتبر أحاديًا في جوهره، بمعنى أنه ينظر للعالم والآلهة والخالدين الصينية باعتبارها كُلًا متكاملًا، أو كونًا مستمر الانبثاق من مبدأ بسيط. يُعبّر عن هذا من خلال مفهوم أن «لجميع الأشياء مبدأ واحدٌ مشترك» (وانوو ييلي). يُشار إلى هذا المبدأ عمومًا باسم تيان، وهو مفهوم يُترجم عادةً باسم «السماء»، في إشارة إلى القطب السماوي الشمالي وقوانينه الطبيعية التي تنظّم الظواهر الأرضية وتوجد الكائنات باعتبار الأولى أسلافها. ولذلك يُعتبر الأسلاف مكافئون للسماء في المجتمع البشري، وبالتالي فهم وسيلة لربط السماء التي هي «أب الأجداد الأعلى» (شينغشوفو). قد يُطلق على اللاهوت الصيني أيضًا اسم تيانشوي («دراسة السماء»)، وهو مصطلح شاع استخدامه بالفعل في القرنين السابع عشر والثامن عشر.
[بخلاف الإله في الأديان الغربية المتجاوز للمكان والزمان] فإن الإله فوهسي، وهوان جي دي، ويانغ منغ، موجود داخل المكان والزمان. ... فبالنسبة للفكر الصيني، فإن الجد هو الخالق.
— ليو كوغوان، فرضية الإمبراطور الأصفر.
وفي الوقت نفسه، يُنظر إلى المبدأ الأعمّ الذي يُوجد أصل العالم باعتباره متعاليًا ومحايثًا للخلق. تتمظهر الفكرة الصينية عن الإله بطرق مختلفة؛ فأسماء الله تتعدد باختلاف مصادر التقاليد الصينية، مما يُنبي عن إيمان «هرمي متعدد الجوانب» للإله الأعلى.
يؤكد الباحثون الصينيون أن اللاهوت الصيني يضم مظهرين لفكرة الله: أحدهما هو الإله المتجسد كما في التدين الشعبي، والآخر هو الإله المجرّد في البحث الفلسفي. وهما يعبران عن «تعريف متكامل للعالم الأحادي».
تضاءل الاهتمام باللاهوت الصيني التقليدي في فترات مختلفة من تاريخ الصين. على سبيل المثال، تضمنت القفزة العظيمة للأمام التي نُفّذت في منتصف القرن العشرين التدمير الكامل للمعابد التقليدية في تطبيق عمليّ للأيديولوجية الماوية. منذ ثمانينيات القرن الماضي فما بعد، حدثت حركات إحياء عامة. يعتقد الصينيون أن الآلهة والخالدين الصينيين مرتبة في «بيروقراطية سماوية» تؤثر على الأنشطة الأرضية وتتجلى في التسلسل الهرمي للدولة الصينية نفسها. لهذه المعتقدات أوجه تشابه مع الشامانية الآسيوية الأعم. ويُراعى ترتيب القوى الأرضية والسماوية خلال ممارسة الطقوس. مثلًا في مهرجانات جياو، تقدم المعابد المحلية القرابين ويُشعل فيها البخور وغيرها، أملًا من المشتركين في تجديد التحالف المتصوّر بين قادة المجتمع والآلهة.

## الخلق بوصفه ترتيبًا للقدرة الأولية
وفقًا لما أوضحه الباحث ستيفان فويشتوانغ، ففي أساطير الخلق الصينية، «يخلق الكون نفسه من الفوضى الأولية للطاقة المادية» (هوندون وتشي)، ثم ينتظم وفقًا لثنائية اليين واليانغ التي تميز كلّ شيء والحياة ذاتها. لذلك فإن الخلق هو ترتيب مستمر. وهو ليس خلقًا من العدم. اليين واليانغ هما غير المرئي والمرئي، والساكن والفاعل، وغير المشكّل والمشكل؛ وهما يميزان الدورة السنوية (الشتاء والصيف)، والمشهد (الظليلة والمضيء)، والجنس (الإناث والذكور)، وحتى التاريخ الاجتماعي والسياسي (الفوضى والنظام). تُصنّف الآلهة نفسها ضمن قوى اليين للانكماش، غوي («الشياطين» أو «الأشباح») وقوى اليانغ للتوسع شين («الآلهة» أو «الأرواح»)؛ وفي الكائن البشري هما هون وبو (الهون هو اليانغ والبو هو اليين؛ ويعنيان على التوالي، الروح العقلانية والعاطفية، أو الروح الجسدية والأثيرية). ومعًا، ينتج غويشين، وهي طريقة أخرى لتعريف العملية المزدوجة لإله السماء، إذ يطلق على الآلية الناتجة عنها اسم شن، أي الروح.

يقول المفكر الكونفوشي الجديد شنغ يي:
الشين هو التمدد والغوي هو الانكماش. ما دامت تسبب هبوب الرياح، أو سقوط المطر، أو قصف الرعد، أو وميض البرق، [نسميها] شين، وفي حال توقفت، [نسميها] غوي.
يمثل التنين، المرتبط بكوكبة التنين الممتدة حول قطب مسار الشمس الشمالي وبين كوكبة الدب الأصغر وكوكبة بنات نعش الكبرى (أو العربة العظيمة)، يمثل القوة «البدائية» الأولية، التي تجسد كلًا من اليين واليانغ متحدين، ولذلك فهو القوة الهائلة غير المحدودة (شي) للألوهية. في تقاليد سلالة هان الحاكمة، توصف كوكبة التنين بأنها رمح الإله الأعلى.

تولّد السماء باستمرار —وفقًا لنموذجها الظاهر المرصع بالنجوم الذي يدور حول القطب السماوي الشمالي (بييجي)— وتُعيد استيعاب الأشياء الدنيوية والعوالم. وجاء في اللاهوت الكونفوشي المعاصر التوضيح التالي:
... السماء التاريخية، أي السماء المتولدة ، [هي] شكلٌ معين أو تعديلٌ (يتّسم بظهور الأجرام السماوية) للسماء الخالدة. تجسدت هذه السماء الخالدة في شي النقي قبل أن يُدرَك شكلها التاريخي.
بدلًا من مصطلح «الخلق» (شاو)، ذي الدلالة الغربية لمفهوم الخلق من العدم، يفضل اللاهوتيون الصينيون المعاصرون الكلام عن «التطور» (هوا) لوصف توليد الكون؛ وفي اللغة الصينية الحديثة، غالبًا ما يرتبط المفهومان معًا، شاو-هوا («تطور الخلق»). وتعبّر قوة الترتيب هذه، التي تختص بها الآلهة كما البشر، تعبر عن نفسها في الطقوس (لي). وهي الوسائل التي يتم عبرها تأسيس الهرمية بين قوى السماء المرصعة بالنجوم، والظواهر الأرضية، وأفعال البشر (العوالم الثلاثة السماء-الأرض-الإنسانية، تيانديرين). ويُشار إلى هذا التنسيق باسم «التركيز» (يانغ أو شونغ). ويُمكن ممارسة الطقوس من قبل المسؤولين الحكوميين، وكبار العائلة، وزعماء الطقوس الشعبية والطاويين الذي يلجؤون إلى تنمية الآلهة المحلية لتركيز قوى الكون في منطقة محلية ما. بما أن البشر قادرون على تركيز القوى الطبيعية، فإنهم عن طريق الطقوس هم أنفسهم «مركزيون» في الخليقة.

بالتالي، يشترك البشر مع إله السماء في تطور-الخلق المستمر، إذ يعملون باعتبارهم أسلافًا بإمكانهم إنشاء كائنات أخرى والتأثير عليها:
تَشي حالة المشاركة في تطور-الخلق الإلهي إلى أنه على الرغم من عمل الخالق في كل مكان ودائمًا، يشترك في كل عملية خلق صغيرة أيضًا شيءٌ معين خلقه الخالق قبلًا. بمعنى أن كل مخلوق يؤدي دور المخلوق والخالق، وهكذا فهو ليس فقط مكونًا ثابتًا لتنوع العالم أو ثرائه، بل أيضًا مشتركٌ فيه ومسبّب له.
يوضّح شو شي العلاقة بين الواحدية والتعددية، بين المبدأ الأسمى والأشياء المتعددة، يوضحها من خلال «استعارة القمر»:
في الأساس، لا يوجد سوى قطب عظيم واحد (تاييجي)، ومع ذلك فقد مُنحت الأشياء المتعددة جزءًا من عظَمته، ويضمّ كلّ منها في حد ذاته المطلق العظيم بأكمله. وهذا شبيهٌ بحقيقة وجود قمر واحد في السماء فحسب، إنما عندما يتناثر ضوؤه على الأنهار والبحيرات، يمكن رؤيته في كل مكان. ولا يمكن القول إن القمر قد انشق.